# Plusport Behindertensport Schweiz
PluSport Behindertensport Schweiz ist der Dachverband des schweizerischen Behindertensportes. Er setzt sich dafür ein, Menschen mit Behinderungen die Teilnahme an sportlichen Aktivitäten zu ermöglichen und fördert den inklusiven Sport. Durch Sportangebote, Veranstaltungen und Projekte unterstützt PluSport die Integration und Inklusion von Menschen mit einer Behinderung in die Gesellschaft und trägt dazu bei, ihre Lebensqualität zu verbessern.
PluSport ist in internationalen Gremien des Behindertensportes vertreten. Zusammen mit Procap Sport und Rollstuhlsport Schweiz bildet PluSport die Interessengemeinschaft Sport und Handicap zusammen.

## Aufgaben
Der Verband bietet ein breites Spektrum an Sportarten und Aktivitäten an, von Breitensport bis hin zu Leistungssport. Dies umfasst sowohl regelmässige Trainings als auch spezielle Sportevents und Wettbewerbe. In über 500 Bewegungs- und Sportgruppen der fast 90 Sportclubs in der Schweiz sind über 12000 Kinder, Jugendliche und Erwachsene mit (und ohne) Behinderung sportlich aktiv. Diese Angebote werden von ca. 2500 Leitern sowie weiteren 1500 Volontären mitgetragen. Jährlich werden zudem rund 120 Sportcamps für beinahe 2000 Kinder, Jugendliche und Erwachsene mit (und ohne) einer Behinderung von PluSport organisiert und mitfinanziert. Um sicherzustellen, dass die sportlichen Angebote auf die Bedürfnisse von Menschen mit Behinderungen abgestimmt sind und auch den Qualitätsstandards entsprechen, führt PluSport jährlich über 80 Aus- und Weiterbildungskurse für Trainer und Betreuer durch.
Mit den Projekten wie PluSport@school oder PluSport Science ist PluSport darüber hinaus auch in den Ausbildungs- sowie Forschungsprogrammen vertreten.
Ferner arbeitet PluSport eng mit lokalen Sportvereinen und anderen Sportorganisationen sowie internationalen Partnern zusammen, um seine Mission zu erfüllen.

## Ziele
Der Verband will durch den Sport (unter der Berücksichtigung und dem Einbezug der behinderungsspezifischen Anforderungen und Gegebenheiten) die physische und psychische Gesundheit von Menschen mit Behinderungen fördern. Ebenso möchte PluSport das Selbstvertrauen der Zielgruppe stärken sowie ihre sozialen Kontakte und Partizipation sichern und dadurch die Inklusion in der Gesellschaft vorantreiben.
Für ambitionierte Sportler setzt sich PluSport dafür ein, dass sie an nationalen und internationalen Wettbewerben teilnehmen können. Hierfür stiftet PluSport zusammen mit dem Rollstuhlsport Schweiz die Swiss Paralympic.

## Publikationen
Die Mitgliederzeitschrift plusPunkt erscheint viermal pro Jahr in einer Auflage von rund 14'000 Exemplaren.
Auch publizieren Mitarbeitende vom PluSport regelmässig in den fachbezogenen Zeitschriften (z. B. Schweizer Zeitschrift der Heilpädagogik) und wissenschaftlichen Peer-Review-Journals (PubMed indexiert).

## Geschichte
Auf Initiative eines an Polio erkrankten Pfarrers wurde 1956 eine Bewegung ins Leben gerufen, die behinderten Menschen regelmässige sportliche Betätigung ermöglichen sollte. Unter dem Namen „Schweizerische Arbeitsgruppe für Invalidensport“ wurde ein Initiativkomitee gegründet. Da der Behindertensport nicht nur für, sondern auch von behinderten Menschen organisiert werden sollte, wurde die Arbeitsgruppe 1960 in den Schweizerischen Verband für Invalidensport SVIS und 1977 in den Schweizerischen Verband für Behindertensport SVBS umgewandelt. Seit 1974 gehört der Verband der Dachorganisation des Schweizer Sports Swiss Olympic an.
In den Jahren 1991/1992 wurde der Verband restrukturiert. Die Ziele und Grundsätze wurden neu formuliert, ein Leitbild geschaffen, neue Statuten verabschiedet und die Geschäftsstelle in Volketswil eingeweiht. Seither versucht der Verband, den Sport und nicht die Behinderung in den Vordergrund zu stellen.
PluSport und die Schweizer Paraplegiker-Vereinigung SPV haben per 1. Januar 1994 die Stiftung Swiss Paralympic Committee SPC gegründet. Im Jahre 1995 gründete der PluSport zusammen mit engagierten Persönlichkeiten aus Wirtschaft, Sport und von Elternvereinigungen die Stiftung Special Olympics Schweiz.